# Elecciones generales del Reino Unido de 1918
Las elecciones generales del Reino Unido de 1918 se realizaron el 14 de diciembre de 1918. Triunfo una coalición de Conservadores, la mayoría de los liberales encabezados por David Lloyd George y algunos ex laboristas, que formaron un gobierno que mantuvo a Lloyd George como primer ministro.
Fue la primera elección realizada tras la aprobación del Acta de Reforma de 1918, en que se le otorgaba derecho a sufragio a todos los hombres adultos y a algunas mujeres.

## Resultados
| Partido                                  | Votos     | %    | Candidatos | Escaños |
| ---------------------------------------- | --------- | ---- | ---------- | ------- |
| Partido Conservador (Coalición)          | 3.393.167 | 32.5 | 362        | 332     |
| Partido Laborista                        | 2.171.230 | 20.8 | 361        | 57      |
| Partido Liberal                          | 1.355.398 | 13.0 | 276        | 36      |
| Partido Liberal (Coalición)              | 1.355.366 | 9.9  | 151        | 53      |
| Partido Conservador                      | 610.681   | 5.9  | 80         | 47      |
| Sinn Féin                                | 476.458   | 4.6  | 102        | 73      |
| Nacionalistas irlandeses                 | 57.641    | 0.4  | 4          | 3       |
| Partido Parlamentario Irlandés           | 226.498   | 2.2  | 57         | 7       |
| Partido Nacional Democrático (Coalición) | 156.834   | 1.5  | 18         | 9       |
| Laboristas independentes                 | 116.322   | 1.1  | 29         | 2       |
| Independentes                            | 105-261   | 1.0  | 42         | 2       |
| Partido Nacional                         | 94.389    | 0.9  | 26         | 2       |